# 斯蒂文·惠塔克
斯蒂文·惠塔克（英語：Steven Whittaker；1984年6月16日—）是一位蘇格蘭足球運動員，在場上的位置是右後衛。他現在效力於英格蘭超級足球聯賽球隊诺里奇城.